# Brestot
Brestot és un municipi francès situat al departament de l'Eure i a la regió de Normandia. L'any 2007 tenia 465 habitants.

## Demografia

### Població
El 2007 la població de fet de Brestot era de 465 persones. Hi havia 178 famílies, de les quals 36 eren unipersonals (8 homes vivint sols i 28 dones vivint soles), 57 parelles sense fills, 73 parelles amb fills i 12 famílies monoparentals amb fills.
La població ha evolucionat segons el següent gràfic:
Habitants censats

### Habitatges
El 2007 hi havia 208 habitatges, 184 eren l'habitatge principal de la família, 20 eren segones residències i 4 estaven desocupats. 207 eren cases i 1 era un apartament. Dels 184 habitatges principals, 170 estaven ocupats pels seus propietaris, 12 estaven llogats i ocupats pels llogaters i 2 estaven cedits a títol gratuït; 4 tenien dues cambres, 23 en tenien tres, 52 en tenien quatre i 105 en tenien cinc o més. 145 habitatges disposaven pel capbaix d'una plaça de pàrquing. A 73 habitatges hi havia un automòbil i a 102 n'hi havia dos o més.

### Piràmide de població
La piràmide de població per edats i sexe el 2009 era:
| Homes | Edats   | Dones |
| ----- | ------- | ----- |
| 0     | 95 o +  | 0     |
| 0     | 90 a 94 | 0     |
| 4     | 85 a 89 | 4     |
| 0     | 80 a 84 | 0     |
| 0     | 75 a 79 | 12    |
| 8     | 70 a 74 | 4     |
| 12    | 65 a 69 | 16    |
| 4     | 60 a 64 | 12    |
| 4     | 55 a 59 | 4     |
| 24    | 50 a 54 | 12    |
| 28    | 45 a 49 | 16    |
| 12    | 40 a 44 | 28    |
| 16    | 35 a 39 | 12    |
| 16    | 30 a 34 | 16    |
| 12    | 25 a 29 | 8     |
| 12    | 20 a 24 | 16    |
| 8     | 15 a 19 | 28    |
| 4     | 10 a 14 | 12    |
| 8     | 5 a 9   | 20    |
| 20    | 0 a 4   | 0     |

## Economia
El 2007 la població en edat de treballar era de 322 persones, 240 eren actives i 82 eren inactives. De les 240 persones actives 222 estaven ocupades (129 homes i 93 dones) i 18 estaven aturades (8 homes i 10 dones). De les 82 persones inactives 20 estaven jubilades, 27 estaven estudiant i 35 estaven classificades com a «altres inactius».

### Ingressos
El 2009 a Brestot hi havia 188 unitats fiscals que integraven 502,5 persones, la mediana anual d'ingressos fiscals per persona era de 17.873 €.

### Activitats econòmiques
Dels 11 establiments que hi havia el 2007, 1 era d'una empresa alimentària, 1 d'una empresa de fabricació d'altres productes industrials, 1 d'una empresa de construcció, 1 d'una empresa de comerç i reparació d'automòbils, 1 d'una empresa de transport, 3 d'empreses d'informació i comunicació, 2 d'empreses de serveis i 1 d'una empresa classificada com a «altres activitats de serveis».
L'únic servei als particulars que hi havia el 2009 era un paleta.
L'any 2000 a Brestot hi havia 21 explotacions agrícoles que ocupaven un total de 335 hectàrees.

## Equipaments sanitaris i escolars
El 2009 hi havia una escola elemental.

## Poblacions més properes
El següent diagrama mostra les poblacions més properes.